# Pitkäsaari (ö i Finland, Norra Karelen, Joensuu, lat 62,89, long 29,46)
Pitkäsaari är en liten halvö i Finland.   Den ligger i sjön Höytiäinen och i kommunen Polvijärvi i den ekonomiska regionen  Joensuu ekonomiska region  och landskapet Norra Karelen, i den sydöstra delen av landet, 400 km nordost om huvudstaden Helsingfors. 